# ABX Air
ABX Air, Inc., precedentemente Airborne Express, è una compagnia aerea cargo con sede al Wilmington Air Park vicino alla città di Wilmington, Ohio, USA. ABX Air opera servizi di linea, charter ad hoc e ACMI (Aircraft, Crew, Maintenance and Insurance). Fornisce inoltre servizi di supporto a volo e formazione. ABX Air è di proprietà dell'Air Transport Services Group.
Il cliente principale di ABX Air è la DHL e la maggior parte delle merci che trasporta è per tale società. Alcuni degli aerei di ABX Air sono dipinti con la livrea gialla e rossa di DHL.
ABX ha anche operato voli cargo per conto di Air Jamaica tra Miami e le due città giamaicane di Montego Bay (Aeroporto Internazionale Donald Sangster) e Kingston (Aeroporto Internazionale Norman Manley). Uno dei loro Boeing 767-200 operava regolarmente i voli, sostituendo i Douglas DC-8 utilizzati in precedenza. L'aereo ha volato con l'indicativo di chiamata "Jamaica" di Air Jamaica.

## Storia
La compagnia aerea venne fondata nell'aprile 1980 quando Airborne Freight Corporation acquisì Midwest Air Charter; le operazioni iniziarono più tardi nello stesso anno. Airborne Express, come fu inizialmente chiamata la compagnia aerea, era una sussidiaria interamente controllata dalla Airborne Freight Corporation di Seattle. Oltre alla sua attività principale di trasporto merci, Airborne Express ha anche svolto servizi di manutenzione di un certo numero di tipi di aeromobili. Nel marzo 1995, l'azienda aveva 5 500 dipendenti. Nel gennaio 1996, la società acquisì 12 Boeing 767 in versione passeggeri per convertirli in cargo.
ABX è diventata una società per azioni il 16 agosto 2003 come parte della fusione di DHL e Airborne, in cui DHL ha mantenuto le operazioni di terra di Airborne e ha scorporato le sue operazioni aeree poiché le azioni ordinarie di ABX Air sono state negoziate sul mercato nazionale NASDAQ sotto il simbolo ticker ABXA. All'inizio del 2007, ABX Air stipulò un accordo ACMI con All Nippon Airways per iniziare il trasporto merci in Asia. Il contratto prevedeva l'utilizzo di due Boeing 767-200SF. Nel marzo 2007, la compagnia aerea aveva 7.600 dipendenti.
Il 2 novembre 2007, il CEO Joe Hete e il consiglio di amministrazione di ABX Air hanno annunciato che la società aveva stipulato un accordo per acquisire Cargo Holdings International, la società madre di Air Transport International (ATI) e Capital Cargo International Airlines per un costo di 350 milioni di dollari. La transazione venne finalizzata il 31 dicembre 2007 e ABX Air fu riorganizzata come sussidiaria di una holding, successivamente denominata Air Transport Services Group (ATSG).
Il 10 novembre 2008, la DHL, il maggiore cliente di ABX Air, annunciò un piano per uscire dal mercato interno degli Stati Uniti. I piani iniziali di DHL erano di mantenere le sue rotte negli USA affidandole a United Parcel Service. Il 30 marzo 2010, la società madre di ABX Air, ATSG, ha stipulato nuovi accordi a lungo termine con DHL, in base ai quali ABX Air avrebbe continuato a fornire il trasporto aereo negli Stati Uniti come parte della rete internazionale di DHL.

## Flotta

### Flotta attuale
A gennaio 2024 la flotta di ABX Air è così composta:

### Flotta storica
ABX Air operava in precedenza con i seguenti aeromobili:
- Douglas DC-8-61
- Douglas DC-8-62
- Douglas DC-8-63
- Douglas DC-8-63F
- Douglas DC-9-15
- Douglas DC-9-31
- Douglas DC-9-32
- Douglas DC-9-32F
- Douglas DC-9-33F
- Douglas DC-9-41
- NAMC YS-11A-200

## Incidenti

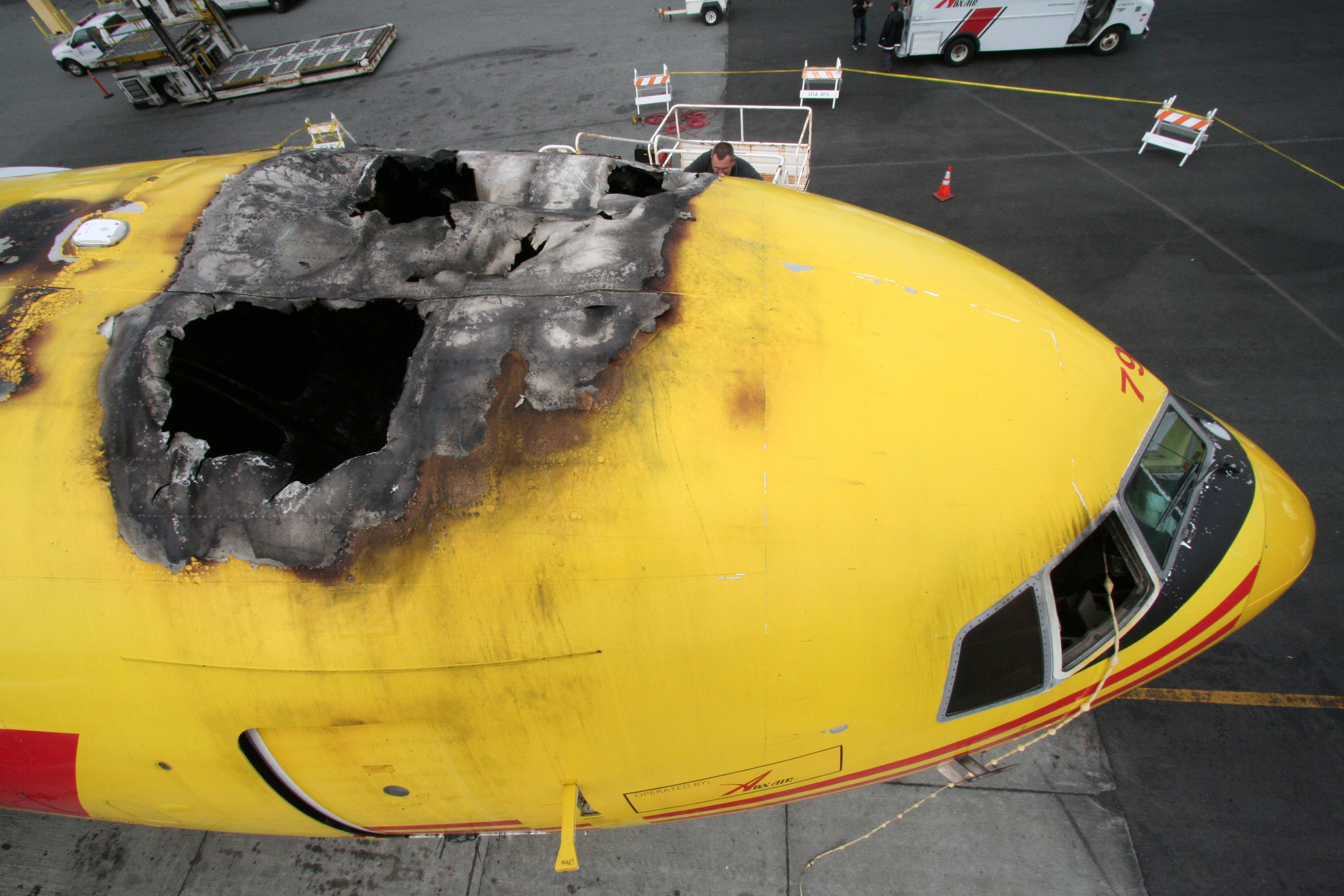
I danni alla parte superiore della fusoliera del Boeing 767 dopo l'incendio del giugno 2008.

- I danni alla parte superiore della fusoliera del Boeing 767 dopo l'incendio del giugno 2008.Il 22 dicembre 1996, un DC-8-63F della Airborne Express operante come volo 827 stava effettuando alcuni test dopo aver subito modifiche presso l'aeroporto Internazionale di Piedmont Triad. Durante l'esecuzione di un test di stallo, l'equipaggio non fu in grado di ristabilizzare l'aereo prima che si schiantasse su un terreno montuoso vicino a Narrows, in Virginia. Tutti e sei gli occupanti rimasero uccisi.[12]
- Il 29 giugno 2008, un Boeing 767 parcheggiato all'aeroporto internazionale di San Francisco rimase gravemente danneggiato da un incendio mentre veniva preparato per il volo successivo. L'indagine condotta dall'NTSB rivelò che un difetto di progettazione era la causa dell'incendio; questo era stato causato un cortocircuito tra i cavi elettrici e un componente elettricamente conduttivo del sistema dell'ossigeno. Il 767 venne in seguito demolito.[13]